# Dolce Gusto

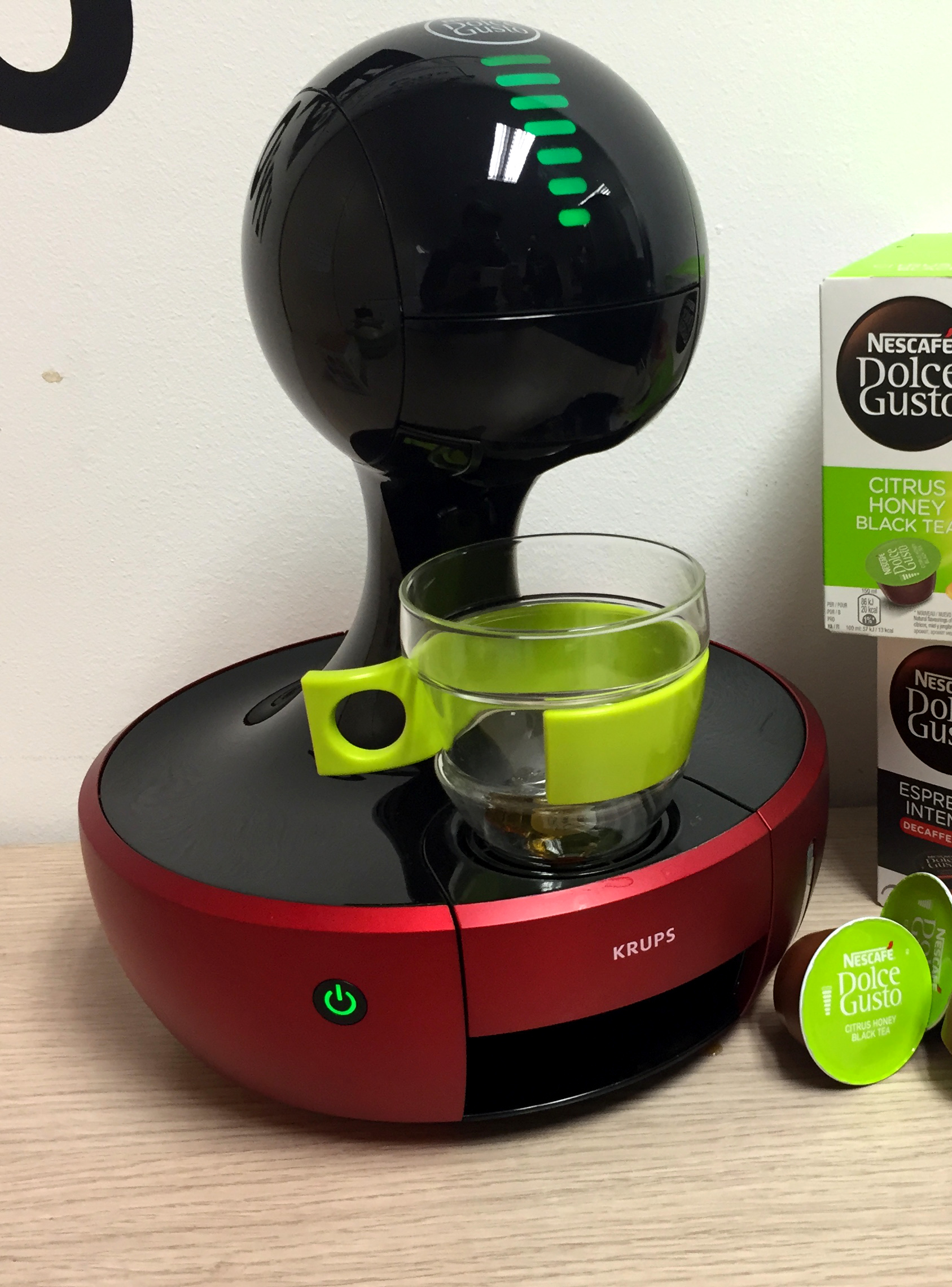
Cafetera i càpsules de NESCAFÉ® Dolce Gusto®

Nescafé Dolce Gusto és una marca del grup Nestlé que es dedica a la comercialització de càpsules de cafè, te i altres begudes, així com cafeteres dissenyades especialment per a ser compatibles amb el seu sistema de càpsules. Té presència a Espanya i a 36 països d'Europa, 15 països de Llatinoamèrica, Estats Units i el Canadà, 17 països asiàtics, el Marroc, Sud-àfrica, Austràlia i Nova Zelanda.

## Història
La primera planta de producció de Nescafé Dolce Gusto es va instal·lar al Regne Unit el 2006 i el 2007 va arribar a Espanya.
El 2009 es va instal·lar a Girona la planta de producció de càpsules més gran d'Europa, que actualment processa 80 000 tones de cafè verd i maneja l'1 % de la producció mundial de cafè.
És la marca que més factura a Espanya del grup Nestlé. El 2015 la seva facturació va augmentar un 9 % respecte a l'any anterior.

## Productes

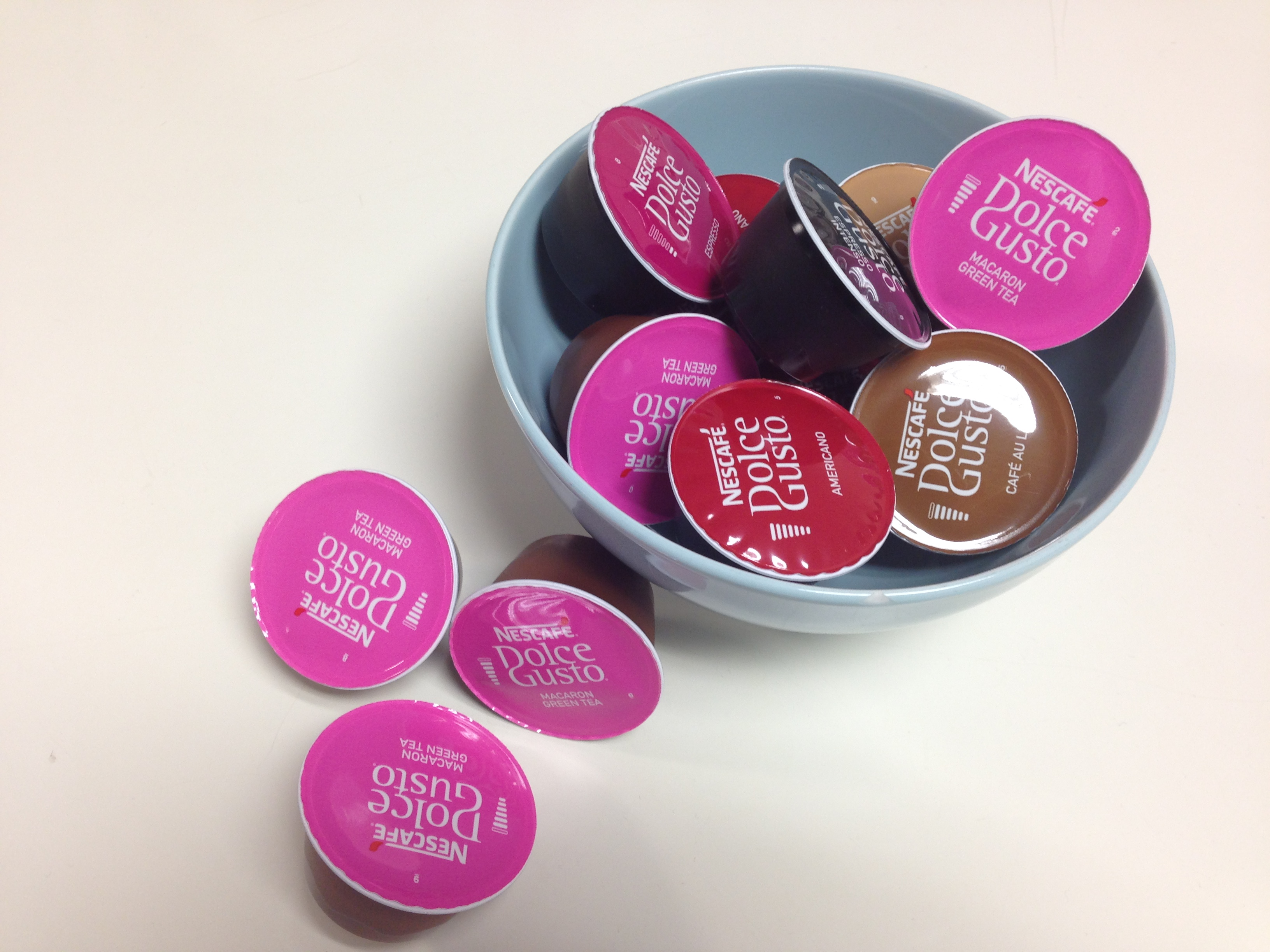
Assortit de càpsules NESCAFÉ® Dolce Gusto®

Nescafé Dolce Gusto comercialitza càpsules de cafè de 14 tipus, així com cafè amb llet, tallat, capuchino, xocolata, 5 varietats de te i Nestea.
També distribueix cafeteres dissenyades per ser compatibles amb el seu sistema de càpsules. Aquestes cafeteres són produïdes per Krups (marca del Groupe SEB) i De'Longhi.

## Reciclatge i càpsules compatibles
L'empresa compta amb un programa de reciclatge amb el qual ofereix la capacitat de reciclar el 80 % de les càpsules produïdes a tot el món, i compta amb 14 000 punts de recollida de càpsules en 31 països.
Existeixen també càpsules compatibles amb el sistema Dolce Gusto d'altres marques i càpsules recarregables per les cafeteres Dolce Gusto.